# یواس‌اس مک‌کلوسکی (اف‌اف‌جی-۴۱)
یواس‌اس مک‌کلوسکی (اف‌اف‌جی-۴۱) (به انگلیسی: USS McClusky (FFG-41)) یک کشتی است که طول آن ۴۵۳ فوت (۱۳۸ متر), در کل می‌باشد. این کشتی در سال ۱۹۸۲ ساخته شد.